# تايرون كان
تايرون كان (بالإنجليزية: Tyrone Kane)‏ (8 يوليو 1994 في جمهورية أيرلندا - ) هو لاعب كريكت أيرلندي. شارك مع منتخب أيرلندا للكريكت.

## وصلات خارجية
- تايرون كان على موقع إي آس بي آن كريك إنفو (الإنجليزية)